# 코덱스 트리불치아누스

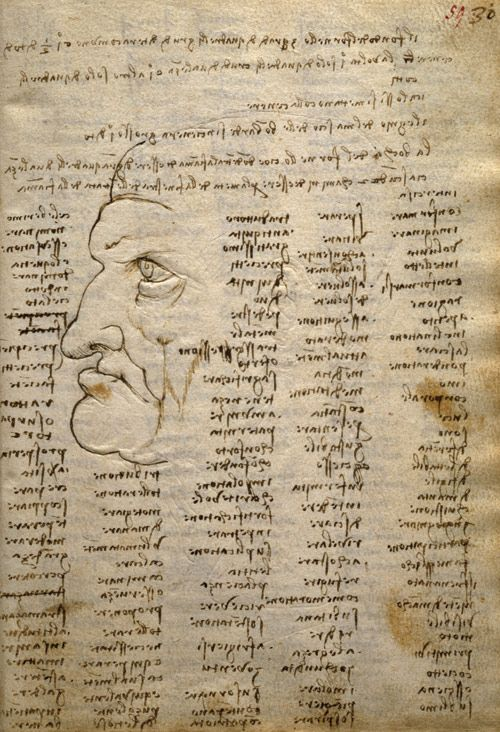
Codex Trivulzianus의 페이지

코덱스 트리불치아누스(라틴어: Codex Trivulzianus)는 15세기 이탈리아의 예술가이자 공학자인 레오나르도 다 빈치가 남긴 필사본으로, 원래 62장으로 이루어져 있었으나 현재는 55장만이 전해지고 있다.

## 내용
이 책은 고품질의 어휘와 문법자료에서 발췌한 교양적인 단어를 일거함으로써, 레오나르도 본인이 조심스레 시도했던 문학 교육의 개선방향을 보여주고 있다. 이와 함께 군사와 종교건축에 관한 연구도 실려 있다.
레오나르도 다 빈치가 프란체스코 멜치에게 물려준 원고 중 하나로, 1570년경 멜치 사후에는 폼페오 레오니가 수집한 사본과 함께 보존되어 왔다. 17세기에는 이탈리아 귀족이자 후원자였던 갈레아초 아르코나티가 전면 매수하여 1637년 암브로시아나 도서관에 다빈치 사본 12점을 기증하였으나 이 사본 (D본)만큼은 도서관에서 되찾아 왔으며, 1750년대에는 카를로 트리불치오가 구매하면서 지금의 이름이 붙었다. 1935년에는 밀라노 시의회에서 트리불치오 일가의 소장품을 인수하면서 국유재산이 되었다.

현재 코덱스 트리불치아누스는 이탈리아 밀라노의 스포르체스코성에 소재한 트리불치아나 도서관에 소장되어 있으나, 일반 대중에 공개되어 있지는 않다. 이 박물관에는 레오나르도가 그린 프레스코화로 이루어진 방 (판자의 방)도 보존되어 있다.

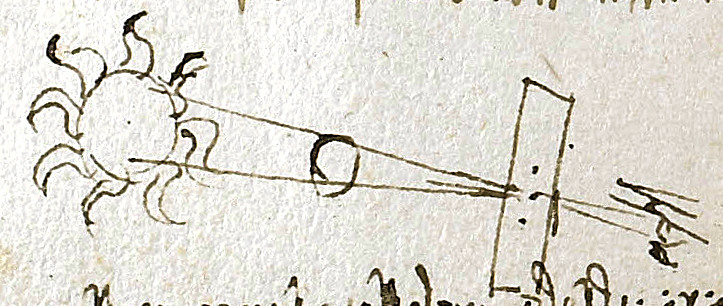
'눈을 똑바로 뜨지 않고도 일식을 보는 방법' (modo da vedere il sole eclissato sanza passione dellochio, 12쪽)
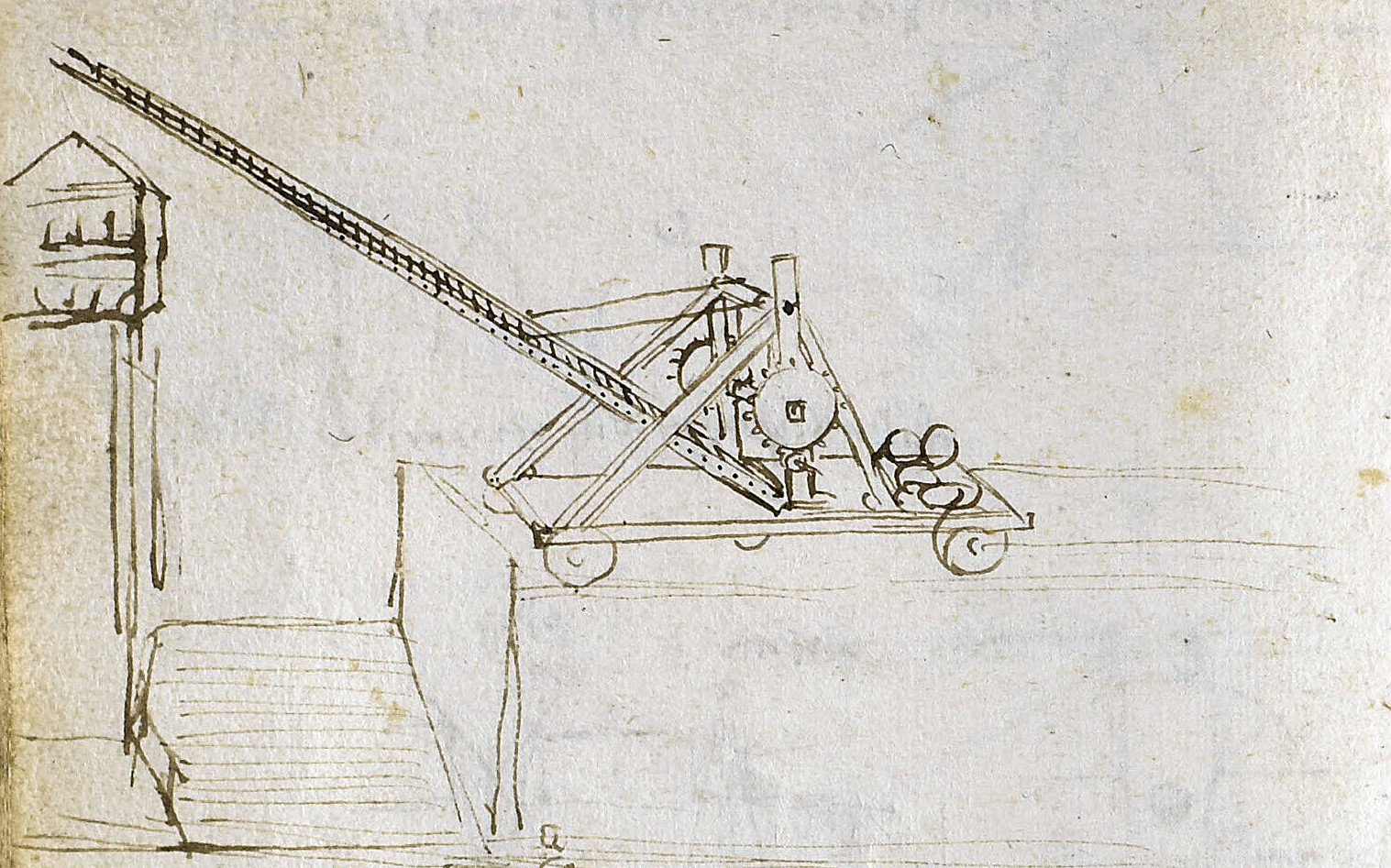
공성기계 (27쪽)
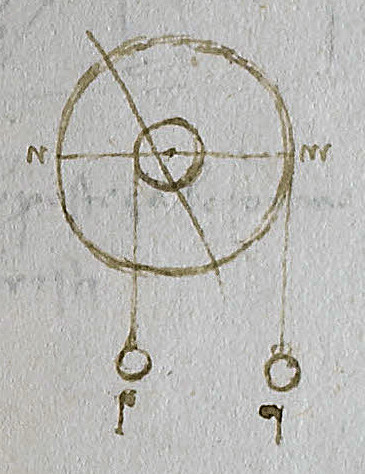
중력에 관한 연구 (34쪽)

## 같이 보기
- 레오나르도 다 빈치의 작품 목록